# Хэй, Уильям, 18-й граф Эррол
Уильям Джордж Хэй, 18-й граф Эррол (англ. William George Hay, 18th Earl of Erroll; 21 февраля 1801 — 19 апреля 1846) — шотландский аристократ, пэр и политик. В 1815—1819 годах носил титул учтивости «лорд Хэй».

## Ранняя жизнь
Родился 21 февраля 1801 года. Второй сын Уильяма Хэя, 17-го графа Эррола (1772—1819), и его второй жены Элис (урожденной Элиот). Его дедом по отцовской линии был Джеймс Хэй, 15-й граф Эррол (1726—1778), сын Уильяма Бойда, 4-го графа Килмарнока (1705—1746), которого лишили титулов в 1746 году. Он стал очевидным наследником графства в 1815 году после смерти своего старшего брата Джеймса Хэя, лорда Хэя (1797—1815), который был убит во время кампании при Ватерлоо. Уильям Хэй получил образование в Итоне.

## Карьера
26 января 1819 года после смерти своего отца 18-летний Уильям Хэй унаследовал титулы 18-го графа Эррола и 19-го лорда Хэя. В 1823 году он был избран пэром-представителем Шотландии и занял свое место в Палате лордов Великобритании. Он был шталмейстером королевы Аделаиды с 1830 по 1834 год. В 1831 году он был включен в состав Тайного совета Великобритании и для него был создан титула 1-го барона Килмарнока из Килмарнока в графстве Айршир (Пэрство Соединённого королевства). Это было возрождение титула Килмарнока, которым владел его прадед Уильям Бойд, 4-й граф Килмарнок. Когда виги пришли к власти при лорде Мельбурне в 1835 году, граф Эррол был назначен хозяином бакхаундов. В 1839 году он был повышен до лорда-стюарда королевского двора, в связи со смертью герцога Аргайлла, должность, которую он занимал до падения администрации в 1841 году.
Помимо своей политической карьеры лорд Эррол также был рыцарем-мариашлем Шотландии с 1832 по 1846 год и лордом-лейтенантом Абердиншира с 1836 по 1846 год.

## Личная жизнь
4 декабря 1820 года лорд Эррол женился на леди Элизабет Фицкларенс (17 января 1801 — 16 января 1856), незаконнорожденной дочери короля Великобритании Вильгельма IV и Дороти Джордан (1761—1816). Они были родителями четверых детей:
- Леди Ида Гарриет Августа Хэй (1821 — 22 октября 1867), которая была одной из подружек невесты королевы и в 1841 году вышла замуж за Чарльза Ноэля, 2-го графа Гейнсборо (1818—1881).
- Уильям Гарри Хэй, 19-й граф Эррол (3 мая 1823 — 3 декабря 1891), женился на Элизе Амелии Гор (1829—1916), старшей дочери сэра Чарльза Стивена Гора (третьего сына от его второй жены, 2-го графа Аррана) в 1848 году[11].
- Леди Агнес Джорджиана Элизабет Хэй (12 мая 1829 — 18 декабря 1869), которая 16 марта 1846 года вышла замуж за Джеймса Даффа, 5-го графа Файфа (1814—1879). Их сын Александр Дафф, 1-й герцог Файф (1849—1912), женился на принцессе Луизе, дочери короля Эдуарда VII.
- Леди Элис Мэри Эмили Хэй (1835 — 7 июня 1881), которая вышла замуж 16 мая 1874 года за Чарльза Эдварда Луи Казимира Стюарта (1824—1882), племянника мошенника Джона Собеского Стюарта.

Лорд Эррол умер в Лондоне в апреле 1846 года в возрасте 45 лет, и ему наследовал его старший сын Уильям. Графиня Эррол умерла в январе 1856 года в возрасте 54 лет.